# Ours de Burano
Pour les articles homonymes, voir Ours (homonymie) et Saint Ours.
 (juillet 2010).
Si vous disposez d'ouvrages ou d'articles de référence ou si vous connaissez des sites web de qualité traitant du thème abordé ici, merci de compléter l'article en donnant les références utiles à sa vérifiabilité et en les liant à la section « Notes et références ».
Saint Ours de Burano est un personnage dont peu de choses sont connues, mais dont le nom reste indéniablement lié à la sphère de l'enfance et du paléochristianisme. En fait, la seule référence qui est faite à lui nous vient de la minuscule île de Burano qui se situe dans la lagune de Venise.

## Légende
Une légende locale très ancienne affirme qu'aux temps reculés des invasions barbares, lorsque les îles de la lagune de Venise servaient de refuge face aux invasions des Lombards (probablement au VIe siècle), un grand sarcophage en pierre parvint à Burano en flottant sur l'eau. Personne ne réussit alors à le traîner sur le rivage à l'exception de quelques enfants. Ce miracle s'expliqua lorsqu'on ouvrit le sarcophage en question. Il contenait les reliques de trois saints : saint Alban, saint Dominique et saint Ours.
Ce seul évènement parvenu jusqu'à nous a inspiré une œuvre attribuée à Alessandro Zanchi (1631-1722), nommée Le Miracle des enfants tirant le cercueil sur le rivage. Ce tableau est conservé dans la modeste église San Martino de Burano datant du XVIe siècle.
Après plus de dix siècles de vie locale sans coup d'éclat, c'est à l'intervention de saint Ours et ses deux amis que les habitants de Burano attribuèrent le fait d'avoir échappé à l'épidémie de peste de 1630 qui ravagea Venise, et pour la fin de laquelle fut bâtie la basilique Santa Maria della Salute de Venise par  Baldassare Longhena. L'épidémie épargna aussi ce qui restait alors de l'implantation de Torcello.
Les squelettes de saint Ours, saint Alban et saint Dominique sont conservés dans l'église San Martino, à gauche du chœur, sous l'autel, à proximité du fameux sarcophage qui est toujours visible.